# Héctor Helí Rojas
Héctor Helí Rojas Jiménez (Cómbita, Boyacá, 2 de julio de 1954) es un abogado y político colombiano. Es miembro del Partido Liberal y ha sido elegido por elección popular para integrar el Senado y la Cámara de Representantes de Colombia.

 Rojas participó en la Consulta Liberal que definía el candidato de dicha colectividad para las elecciones presidenciales de 2010.
Posteriormente fue elegido como Parlamentario Andino por Colombia para el periodo 2010-2014.

## Carrera profesional
Rojas Jiménez estudió Derecho en la Universidad Externado de Colombia, especializándose en Derecho Constitucional Comparado en esta misma universidad y en Derecho Administrativo en la Universidad del Rosario; posteriormente realizó una Maestría en Economía y Ciencias Políticas en el Instituto de Altos Estudios de Desarrollo. En 1986 es elegido Representante a la Cámara por Boyacá, a nombre del Partido Liberal Colombiano, siendo reelecto en 1990. En 1994 es elegido Senador, siendo reelecto en 1998.  En 2006 es elegido por cuarta vez como senador.
Fue vocero del Partido Liberal en la Comisión Primera del Senado, dedicada a los asuntos constitucionales. Nombrado presidente del Directorio Liberal de Bogotá en mayo de 2007. El 18 de junio de 2007 fue elegido vocero de la bancada liberal del Senado, sucediendo a Juan Fernando Cristo y siendo relevado un año después por Cecilia López Montaño. Ha sido docente en las Universidades Libre, Andes, Antonio Nariño, Cooperativa de Colombia y Militar Nueva Granada.

## Congresista de Colombia
En las elecciones legislativas de Colombia de 1994, Rojas Jiménez fue elegido senador de la república de Colombia. Posteriormente en las elecciones legislativas de Colombia de 1998, 2002 y 2006, Rojas Jiménez fue reelecto senador con un total de 45.533, 49.784 y 48.541 votos respectivamente
En las elecciones legislativas de Colombia de 1986, Rojas Jiménez fue elegido miembro de la Cámara de Representantes de Colombia]
Como congresista ha impulso proyectos de reformas territoriales, disciplinarias y culturales. Ha tenido una inmensa participación en la expedición del Código Disciplinario Único, el Régimen de Propiedad Horizontal y el Código de Ética del Congreso de la República, y presentó ponencia negativa al proyecto de reforma política que buscaba aplicar cadena perpetua a violadores y asesinos de niños. Rojas argumentó que era un abogado "formado en el derecho penal liberal y humanista que trata de reeducar al hombre y no de aniquilarlo". Esta posición fue respaldada entre otros por la senadora Gina Parody y por el presidente Álvaro Uribe.
Fue reconocido por el Canal RCN el mejor Senador del año en diciembre de 2007, luego de la elección hecha por sus propios colegas.
El 29 de abril de 2009 anunció sorpresivamente su inscripción como precandidato a la Presidencia de la República por el Partido Liberal.

### Iniciativas
El legado legislativo de Héctor Helí Rojas Jiménez se identificó por su participación en las siguientes iniciativas desde el congreso:

- Afianzar en la práctica el principio de igualdad entre los educadores y a desarrollar el principio jurídico según el cual a trabajo igual debe corresponder salario y prestaciones iguales (Objetado por el Presidente de la República).[6]
- Expedir la Ley General de Pesca y Acuicultura.[7]
- Construir una política de Estado para las víctimas, sobre la base de la justicia, verdad y reparación (Retirado).[8]
- Desarrollar el artículo 72 de la Constitución Política de Colombia, en lo referente a la readquisición de bienes pertenecientes al patrimonio arqueológico de la Nación (Archivado).[9]
- Expedir el Código de Ética y Disciplinario del Congresista (Aprobado segundo debate).[10]
- Ratificar las membresias del Consejo de Estado en la Asociación Iberoamericana de Tribunales de Justicia Fiscal y Administrativa (AIT) y en la Asociación Internacional de Altas Jurisdicciones Administrativas (IASAJ) (Sancionado como ley).[11]
- Ampliación de mecanismos que permitan imprimir celeridad y proferir decisiones definitivas sobre los bienes sometidos al trámite de extinción del dominio (Sancionado como ley).[12]
- Reformar parcialmente la Ley 906 de 2004 en lo relacionado con el principio de oportunidad (Sancionado como ley).[13]
- Adicionar un título al código penal que tipifica los delitos contra la seguridad vial -conductores ebrios- (Archivado).[14]
- Propuesta que todos los empleos del Estado que no sean de libre nombramiento y remoción sean desempeñados por los mejores a través del concurso (Declarado inexequible total).[15]

### Partidos políticos
A lo largo de su carrera ha representado los siguientes partidos:
| Partido político | Fecha Inicio        | Fecha Fin |
| Partido Liberal  | 20 de julio de 1998 |           |

### Cargos públicos
Entre los cargos públicos ocupados por Héctor Helí Rojas Jiménez, se identifican:
| Cargo público           | Partido político | Fecha Inicio        | Fecha Fin           |
| Senador de la República | Partido Liberal  | 20 de julio de 2002 | 19 de julio de 2006 |
| Senador de la República | Partido Liberal  | 20 de julio de 1998 | 19 de julio de 2002 |
| Senador de la República |                  | 20 de julio de 1994 | 19 de julio de 1998 |